# Tedbury
Tedbury, auch Tjedboro genannt († 1. Januar 1810), war ein Kämpfer gegen die britische Kolonisation Australiens. Er war der Sohn von Pemulwuy, einem der bekanntesten Anführer des Widerstands der Aborigines im Gebiet von Sydney, mit dem er bis zu dessen Tod im Jahr 1802 gemeinsam kämpfte.
Zwischen 1804 und 1809 griff Tedbury verschiedene Farmen im Gebiet des heutigen Sydney an, setzte Gebäude in Brand und stahl Schafe. 1808 setzte ihm der damalige Gouverneur William Bligh unter militärischen Arrest. Daraufhin ging Tedbury mit Speeren bewaffnet zum Landhaus  von John Macarthur bei Sydney und wollte ihn umbringen. Im folgenden Jahr war er an einem Straßenraub und Überfall auf einen Siedler am Georges River beteiligt. Tedbury wurde 1810 bei Parramatta angeschossen und starb an den Folgen.
Er war verheiratet und hatte vermutlich einen Sohn namens Tommy Dadbury.